# Steffen Döring

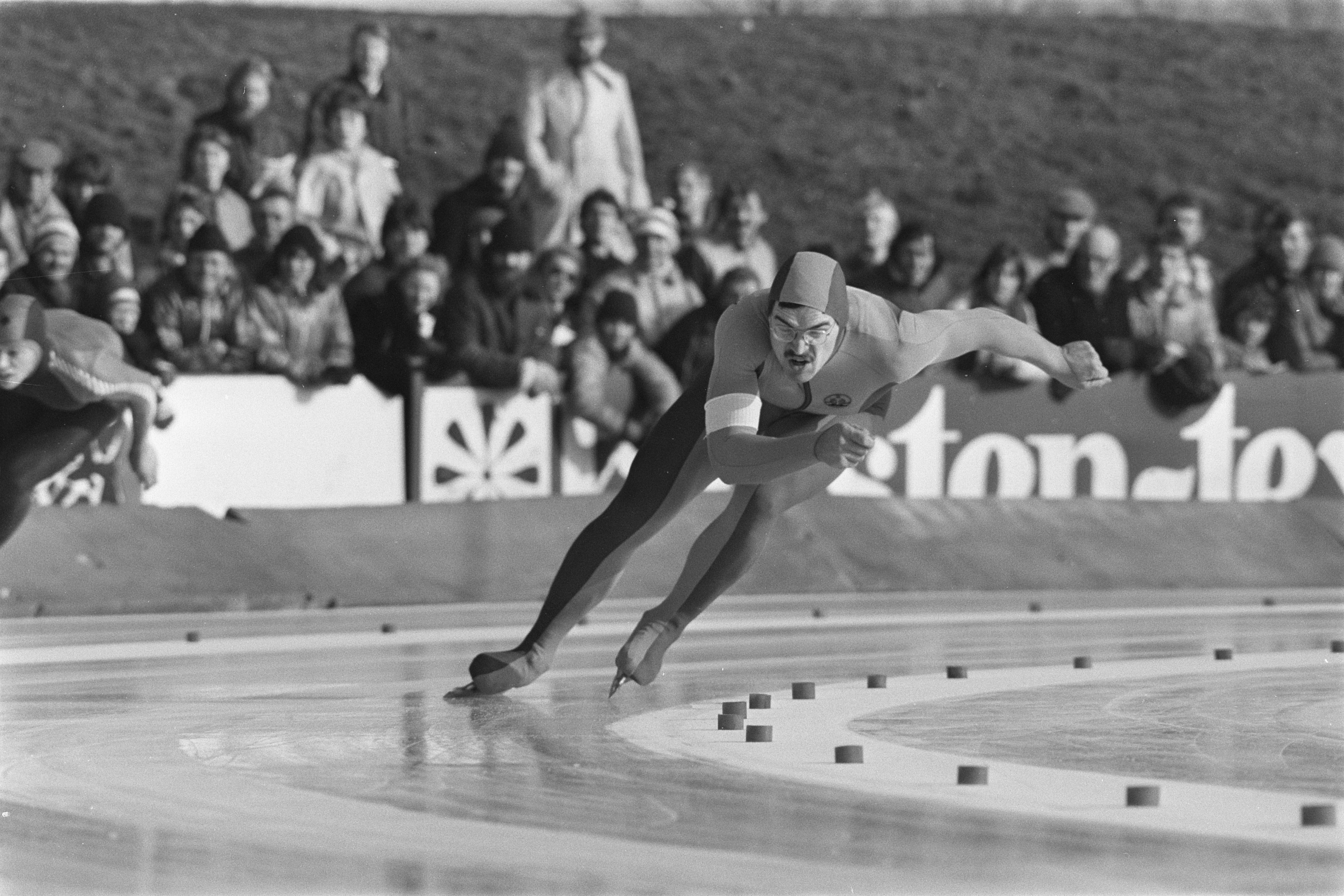
Steffen Döring 1982

Steffen Döring (auch: Steffen Doering, * 4. Oktober 1960 in Berlin) ist ein ehemaliger deutscher Eisschnellläufer. Er startete für die Deutsche Demokratische Republik 1980 bei den Olympischen Winterspielen und trat in seiner aktiven Zeit für den Berliner TSC an.

## Karriere
Döring errang 1979 bei den DDR-Testläufen in Alma Ata, Kasachische SSR, zwei Jugendwelterekorde im Sprint-Mehrkampf und über die 500-m-Distanz. Im Laufe des Jahres errang er noch weitere nationale und internationale Siege (Innsbruck 1980).
Vom Nationalen Olympischen Komitee der DDR wurde er für die Olympischen Winterspiele 1980 in Lake Placid nominiert und ging zwei Mal an den Start. Er kam jedoch bei den 500-Meter-Läufen auf den 11. und bei den 1000-Meter-Läufen nur auf den 26. Platz.

## Familie
Döring ist verheiratet mit Conny (Jacob). 2004 wurde er zusammen mit seiner Frau Ehrenmitglied des Berliner TSC.